# BOOGIE WOOGIE MAINLAND
『BOOGIE WOOGIE MAINLAND』（ブギウギメインランド）は、日本の歌手、杏里の12枚目のオリジナル・アルバムである。1988年5月21日発売。発売元はフォーライフ・レコード。

## 概要
全曲の作詞は吉元由美、作曲と歌を杏里、編曲は小倉泰治が担当している。
帯コピー：恋をして、素敵な自分に逢いたい。
本作は、アナログ盤とカセットテープでのA面の1〜5(CDの1〜5)の曲のそれぞれの主人公の、その後のストーリーがB面の1〜5(CDの6〜10)に描かれており、A面（EPISODE）とB面（THERAPY）とストーリーが繋がっているコンセプトアルバムとなっている。(その旨の説明がアルバムの歌詞カードに記載されている。)
アナログ盤は本作品で最後の販売となった。
B-5「SUMMER CANDLES」は同年7月にシングルカットされた。
ザ・コンプレックス・スタジオでアルバムは録音されたが、天井が高く壁がコンクリートのスタジオであり、スタジオの音の抜けがよかったことから、アルバムの全体的なサウンドが決まったのではないかと後年本人がインタビューで語っている。
2013年12月4日にはリマスター盤が発売され、アルバム未収録シングル「スノーフレイクの街角」が追加収録された。

## 収録曲

### LP / CT
| 全作詞: 吉元由美、全作曲: ANRI、全編曲: 小倉泰治。 |                                  |          |            |      |
| #                                                  | タイトル                         | 作詞     | 作曲・編曲 | 時間 |
| 1.                                                 | 「BOOGIE WOOGIE MAINLAND」       | 吉元由美 | ANRI       | 4:33 |
| 2.                                                 | 「PLEASE! MAKE ME CRY」          | 吉元由美 | ANRI       | 4:18 |
| 3.                                                 | 「愛してるなんてとても言えない」 | 吉元由美 | ANRI       | 5:03 |
| 4.                                                 | 「D.J. I LOVE YOU」              | 吉元由美 | ANRI       | 4:38 |
| 5.                                                 | 「私だけのJOKER」                | 吉元由美 | ANRI       | 4:27 |

| 全作詞: 吉元由美、全作曲: ANRI、全編曲: 小倉泰治。 |                          |          |            |      |
| #                                                  | タイトル                 | 作詞     | 作曲・編曲 | 時間 |
| 1.                                                 | 「GOODBYE FUTURE」       | 吉元由美 | ANRI       | 4:31 |
| 2.                                                 | 「MERCY! MERCY!」        | 吉元由美 | ANRI       | 4:25 |
| 3.                                                 | 「EDGE OF HEAVEN」       | 吉元由美 | ANRI       | 4:56 |
| 4.                                                 | 「最後のサーフホリデー」 | 吉元由美 | ANRI       | 5:29 |
| 5.                                                 | 「SUMMER CANDLES」       | 吉元由美 | ANRI       | 5:44 |

### CD
| 全作詞: 吉元由美、全作曲: ANRI、全編曲: 小倉泰治。 |                                  |          |            |      |
| #                                                  | タイトル                         | 作詞     | 作曲・編曲 | 時間 |
| 1.                                                 | 「BOOGIE WOOGIE MAINLAND」       | 吉元由美 | ANRI       | 4:33 |
| 2.                                                 | 「PLEASE! MAKE ME CRY」          | 吉元由美 | ANRI       | 4:18 |
| 3.                                                 | 「愛してるなんてとても言えない」 | 吉元由美 | ANRI       | 5:03 |
| 4.                                                 | 「D.J. I LOVE YOU」              | 吉元由美 | ANRI       | 4:38 |
| 5.                                                 | 「私だけのJOKER」                | 吉元由美 | ANRI       | 4:27 |
| 6.                                                 | 「GOODBYE FUTURE」               | 吉元由美 | ANRI       | 4:31 |
| 7.                                                 | 「MERCY! MERCY!」                | 吉元由美 | ANRI       | 4:25 |
| 8.                                                 | 「EDGE OF HEAVEN」               | 吉元由美 | ANRI       | 4:56 |
| 9.                                                 | 「最後のサーフホリデー」         | 吉元由美 | ANRI       | 5:29 |
| 10.                                                | 「SUMMER CANDLES」               | 吉元由美 | ANRI       | 5:44 |

| #         | タイトル                 | 作詞  | 作曲・編曲 | 時間 |
| --------- | ------------------------ | ----- | ---------- | ---- |
| 11.       | 「スノーフレイクの街角」 |       |            | 4:03 |
| 合計時間: | 合計時間:                | 52:12 |            |      |